# 显眼栉笋螺
显眼栉笋螺（学名：Duplicaria badia）是新腹足目笋螺科栉笋螺属的一种。主要分布于台湾，常栖息在浅海砂底。
其种加词“badia”意为“栗色的”。